# San Marco tra i santi Leonardo e Caterina d'Alessandria
San Marco tra San Leonardo e Santa Caterina d'Alessandria è un dipinto ad olio su tavola di Francesco Beccaruzzi, conservato nel Duomo della città di Conegliano.

## Descrizione
Questo dipinto raffigura al centro San Marco con il libro in mano, sulla sinistra San Leonardo e sulla destra Santa Caterina d'Alessandria.